# God’s Gonna Cut You Down
God’s Gonna Cut You Down — традиционная американская песня, исполнявшаяся многими певцами в различных жанрах. Текст песни представляет собой обращение к грешникам с предупреждением о том, что сколько бы они ни пытались уйти от Божьей кары, она всё равно настигнет их. Лирический герой песни говорит, что он был послан нести эту весть после разговора с Человеком из Галилеи (который обратился к нему: John go do My will! «Иоанн, иди и исполни волю Мою!»).
Песня известна как под названием God's Gonna Cut You Down из последней строчки припева, так и под названием Run On for a Long Time (или просто Run On) из первой строчки. Среди наиболее известных исполнителей песни — Одетта (в альбоме Odetta Sings Ballads and Blues, 1956), Элвис Пресли (в альбоме How Great Thou Art, 1967), Моби (в альбоме Play, 1999), а также Джонни Кэш (в посмертном альбоме American V: A Hundred Highways, 2006) и Мэрилин Мэнсон (выпущена в октябре 2019). На исполнения Моби, Кэша и Мэнсона были также сняты видеоклипы.

## Версия Моби
Песня Run On в исполнении Моби вошла в его одноимённый сингл 1999 года, а также в альбом «Play». Аранжировка этой версии выдержана в стиле хаус, а вокал сэмплирован из версии 1943 года, исполненной группой «Bill Landford and the Landfordaires». В 1999 году сингл с песней достиг 33 позиции в UK Singles Chart.
Майк Миллс снял на песню видеоклип, в котором Моби показан в роли нового сотрудника офиса, задание которого состоит в психологической помощи неуверенной в себе женщине; события разворачиваются в обратном хронологическом порядке, а в конце выясняется, что герой Моби мёртв и, по-видимому, находится в раю.

## Версия Джонни Кэша
Джонни Кэш записал свою версию песни God's Gonna Cut You Down в последний год жизни, она вошла в альбом American V: A Hundred Highways, изданный в 2006 году. Аранжировка в этой версии значительно отличается от остальных, где манера исполнения ближе к госпелу. В 2006 году сингл с песней достиг 77 позиции в UK Singles Chart.
В 2006 году режиссёр Тони Кэй снял на песню чёрно-белый видеоклип, в котором были задействованы многие известные персоны, музыканты и актёры (в порядке появления: Дэвид Аллан Коу, Игги Поп, Канье Уэст, Крис Мартин, Крис Кристофферсон, Патти Смит, Терренс Ховард, Фли, Q-Tip, Адам Левин, Крис Рок, Джастин Тимберлейк, Кейт Мосс, Питер Блейк, Шерил Кроу, Деннис Хоппер, Вуди Харрельсон, Эми Ли, Томми Ли, The Dixie Chicks, Мик Джонс, Шэрон Стоун, Патрисия Аркетт, Боно, Шелби Линн, Энтони Кидис, Трэвис Баркер, Лиза Мари Пресли, Кид Рок, Jay-Z, Кит Ричардс, Билли Гиббонс, Корин Бэйли Рэй, Джонни Депп, Грэм Нэш, Брайан Уилсон, Вупи Голдберг, Рик Рубин, Оуэн Уилсон). Этот клип получил приз как лучшее музыкальное видео на 50-й церемонии «Грэмми» в 2008 году.
Песня в исполнении Кэша также часто звучала в различных фильмах, рекламных роликах и заставках.
Также песня в его исполнении была использована в начале компьютерных игр Battlefield 3, Hitman:Absolution и в одном из трейлеров Frostpunk.

## Версия Мэрлина Мэнсона
Мэрилин Мэнсон записал кавер-версию трека во время сессий для своего десятого студийного альбома Heaven Upside Down, который был выпущен в 2017 году. Песня исполнялась несколько раз вживую во время концертного тура этого альбома. Его студийная версия трека впервые появилась в фильме Итана Хока «24 часа жить», саундтрек которого был выпущен через Varèse Sarabande 8 декабря 2017 года.Затем песня была выпущена в виде отдельного цифрового сингла для скачивания и трансляции 18 октября 2019 года в тандеме с туром группы. Диск с виниловым рисунком был выпущен 13 декабря 2019 года и ограничен тиражом 3000 экземпляров по всему миру.Виниловый сингл украшен одной из акварельных картин Мэнсона.
Музыкальный клип, снятый Тимом Маттиа, который ранее снимал клип для трека Born Villain "Hey, Cruel World ...", был снят в Джошуа-Три, Калифорния, и также был выпущен 18 октября. Трек достиг пика под номером восемь в песнях Hot Rock и под номером один в Rock Digital Songs - самый высокий пик группы в обоих чартах.